# 宮崎商工会議所
宮崎商工会議所（みやざきしょうこうかいぎしょ、英語名:The Miyazaki Chamber of Commerce and Industry）は、主に宮崎県宮崎市内において営業している商工業者・団体で運営されている宮崎県商工会議所連合会に属する商工会議所。

## 概要
商工会議所法に基づいて設立された特別許可法人で、宮崎市内の商工業の振興を図るとともに、社会業の発展に寄与することを目的として幅広い活動をする地域総合経済団体。
| 設立   | 昭和4年2月23日                                     |
| ------ | -------------------------------------------------- |
| 会員数 | 3899事業所（平成30年3月31日現在）                  |
| 所在地 | 宮崎市錦町1-10宮崎グリーンスフィア壱番館(KITEN)7階 |
| 連絡先 | TEL 0985-22-2161 FAX 0985-24-2000                  |

## 部会
会員の営んでいる主要な事業の種類毎に、それぞれの事業の適切な改善発展を図るために、10の部会がある。
1. 食料品卸・小売業部会
2. 生活用品卸・小売業部会
3. 工業部会
4. 建設業部会
5. 交通・運輸業部会
6. 観光業部会
7. 文化・情報業部会
8. 金融・保険業部会
9. 不動産業部会
10. サービス・社交業部会

## 委員会
商工業の改善発達を図る目的として、必要な重要事項を調査研究するために設けている。
1. 財政・労務委員会
2. 金融・税制委員会
3. IT推進委員会
4. 観光推進委員会
5. 流通・地域振興委員会
6. 工業・地場産業委員会
7. 都市環境・整備委員会

## 参考資料
宮崎商工会議所